# Boxe nos Jogos Olímpicos de Verão de 1952
O boxe nos Jogos Olímpicos de Verão de 1952 foi realizado em Helsinque, na Finlândia, com dez eventos disputados.

## Eventos do boxe
Masculino: Peso mosca | Peso galo | Peso pena | Peso leve | Peso meio-médio-ligeiro | Peso meio-médio | Peso super-médio | Peso médio | Peso meio-pesado | Peso pesado

## Peso mosca (até 51 kg)
| Pos. | País                  | Atletas         |
| ---- | --------------------- | --------------- |
|      | Estados Unidos (USA)  | Nathan Brooks   |
|      | Alemanha (GER)        | Edgar Basel     |
|      | União Soviética (URS) | Anatoli Bulakov |
|      | África do Sul (RSA)   | William Toweel  |

| Primeira fase (28-29 de julho) |     |           |                         |     |
| Vencedor                       | Cod | Resultado | Perdedor                | Cod |
| Mircea Dobrescu                | ROM | 2 - 1     | Yoshitaro Nagata        | JPN |
| Alfred Zima                    | AUT | 2 - 1     | Pablo Raul Lugo Gruz    | PUR |
| Nathan Brooks                  | USA | 3 - 0     | Risto Luukkonen         | FIN |
| Thorbjørn Clausen              | NOR | 2 - 1     | Kjeld Steen             | DEN |
| William Toweel                 | RSA | 3 - 0     | Kornél Molnár           | HUN |
| Leslie Handunge                | CEY | 2 - 1     | Jesús Tello Vazquez     | MEX |
| Roland Johansson               | SWE | 2 - 1     | Alberto Barenghi        | ARG |
| Han Soo-An                     | KOR | NOC 1º    | Helmut Hofman           | SAA |
| Edgar Basel                    | FRG | 3 - 0     | Henryk Kukier           | POL |
| Aristide Pozzali               | ITA | 3 - 0     | Andrew Reddy            | IRL |
| David Dower                    | GBR | 3 - 0     | Abdelamid Boutefnouchet | FRA |
| Anatoli Bulakov                | URS | 3 - 0     | Hein van der Zee        | NED |
| Alfredo Asuncion               | PHI | NOC 2º    | Basil Thompson          | BIR |
| Sakti Mazumdar                 | IND | W.O.      | Nguyen Van Cua          | VIE |
| Oitavas de final (30 de julho) |     |           |                         |     |
| Thorbjørn Clausen              | NOR | -         |                         |     |
| Edgar Basel                    | FRG | -         |                         |     |
| David Dower                    | GBR | 3 - 0     | Leslie Handunge         | CEY |
| Anatoli Bulakov                | URS | 3 - 0     | Aristide Pozzali        | ITA |
| Mircea Dobrescu                | ROM | 3 - 0     | Roland Johansson        | SWE |
| Nathan Brooks                  | USA | 3 - 0     | Alfred Zima             | AUT |
| Han Soo-An                     | KOR | 3 - 0     | Sakti Mazumdar          | IND |
| William Toweel                 | RSA | 2 - 1     | Alfredo Asuncion        | PHI |
| Quartas de final (31 de julho) |     |           |                         |     |
| William Toweel                 | RSA | 3 - 0     | Han Soo-An              | KOR |
| Anatoli Bulakov                | URS | 2 - 1     | David William Dower     | GBR |
| Edgar Basel                    | FRG | NOC 3º    | Thorbjørn Clausen       | NOR |
| Nathan Brooks                  | USA | 2 - 1     | Mircea Dobrescu         | ROM |
| Semifinal (1 de agosto)        |     |           |                         |     |
| Edgar Basel                    | FRG | 2 - 1     | Anatoli Bulakov         | URS |
| Nathan Brooks                  | USA | 3 - 0     | William Toweel          | RSA |
| Final (2 de agosto)            |     |           |                         |     |
| Nathan Brooks                  | USA | 3 - 0     | Edgar Basel             | FRG |

## Peso galo (até 54 kg)
| Pos. | País                  | Atletas           |
| ---- | --------------------- | ----------------- |
|      | Finlândia (FIN)       | Pentti Hämäläinen |
|      | Irlanda (IRL)         | John McNally      |
|      | Coreia do Sul (KOR)   | Kang Joon-Ho      |
|      | União Soviética (URS) | Gennadi Garbuzov  |

| Primeira fase (28-29 de julho) |     |           |                           |     |
| Vencedor                       | Cod | Resultado | Perdedor                  | Cod |
| Angel Luis Figueroa Otero      | PUR | 3 - 0     | Tien Vinh                 | VIE |
| Raul Macías Guevara            | MEX | 3 - 0     | Angel Amaya               | VEN |
| Gennadi Garbuzov               | URS | 2 - 1     | Jean Renard               | BEL |
| Pentti Hämäläinen              | FIN | 3 - 0     | Thomas Nicholls           | GBR |
| Henryk Niedzwiedzki            | POL | NOC 1º    | Ronald Gower              | AUS |
| Ion Zlataru                    | ROM | DSQ 3º    | Antoine Martin            | FRA |
| Helmuth von Gravenitz          | RSA | 2 - 1     | Romulo Pares              | ARG |
| Oitavas de final (30 de julho) |     |           |                           |     |
| Kang Joon-Ho                   | KOR | 3 - 0     | Fazlollah Nickhah         | IRI |
| David Moore                    | USA | 3 - 0     | Egon Schidan              | FRG |
| Vincenzo Dall'osso             | ITA | 3 - 0     | Ibrahim Abdrabbou         | EGY |
| John McNally                   | IRL | 3 - 0     | Alejandro Ortuoste        | PHI |
| František Majdloch             | TCH | 3 - 0     | Angel Luis Figueroa Otero | PUR |
| Gennadi Garbuzov               | URS | 3 - 0     | Raul Macías Guevara       | MEX |
| Pentti Hämäläinen              | FIN | 3 - 0     | Henryk Niedzwiedzki       | POL |
| Helmuth von Gravenitz          | RSA | 2 - 1     | Ion Zlataru               | ROM |
| Quartas de final (31 de julho) |     |           |                           |     |
| Gennadi Garbuzov               | URS | 3 - 0     | František Majdloch        | TCH |
| Kang Joon-Ho                   | KOR | 2 - 1     | David Moore               | USA |
| Pentti Hämäläinen              | FIN | 3 - 0     | Helmuth von Gravenitz     | RSA |
| John McNally                   | IRL | 3 - 0     | Vincenzo Dall'osso        | ITA |
| Semifinal (1 de agosto)        |     |           |                           |     |
| John McNally                   | IRL | 3 - 0     | Kang Joon-Ho              | KOR |
| Pentti Hämäläinen              | FIN | 3 - 0     | Gennadi Garbuzov          | URS |
| Final (2 de agosto)            |     |           |                           |     |
| Pentti Hämäläinen              | FIN | 2 - 1     | John McNally              | IRL |

## Peso pena (até 57 kg)
| Pos. | País                 | Atletas           |
| ---- | -------------------- | ----------------- |
|      | Checoslováquia (TCH) | Ján Zachara       |
|      | Itália (ITA)         | Sergio Caprari    |
|      | França (FRA)         | Joseph Ventaja    |
|      | África do Sul (RSA)  | Leonard Leisching |

| Primeira fase (28 de julho)       |     |           |                          |     |
| Vencedor                          | Cod | Resultado | Perdedor                 | Cod |
| Lech Drogosz                      | POL | 3 - 0     | Nil Ba Nyein             | BIR |
| Pedro Galasso                     | BRA | 3 - 0     | Toshihito Ishimaru       | JPN |
| Edson Brown                       | USA | 3 - 0     | Benoy Bose               | IND |
| Georghe Ilie                      | ROM | 3 - 0     | Percival Lewis           | GBR |
| Joseph Ventaja                    | FRA | 2 - 1     | Yury Sokolov             | URS |
| Sydney Greave                     | PAK | KO 2R     | Angel Leyes              | ARG |
| Leonard Walters                   | CAN | 3 - 0     | Salah El Din Ahmed Fathi | EGY |
| Willi Roth                        | FRG | 2 - 1     | Donald McDonnell         | AUS |
| Leonard Leisching                 | RSA | 3 - 0     | Emmanuel Aghassian       | IRI |
| Stevan Redli                      | YUG | TKO 2R    | Thomas Reddy             | IRL |
| János Erdei                       | HUN | 2 - 1     | Georges Malézanoff       | BUL |
| Kurt Schirra                      | SAA | 2 - 1     | Luis Aranguren           | VEN |
| Ján Zachara                       | TCH | 3 - 0     | Åke Wärnström            | SWE |
| Su Bung-Nan                       | KOR | 3 - 0     | Alfred Willommet         | SUI |
| Oitavas de final (29-30 de julho) |     |           |                          |     |
| Sergio Caprari                    | ITA | 2 - 1     | Pentti Niinivuori        | FIN |
| Lech Drogosz                      | POL | 3 - 0     | Pedro Galasso            | BRA |
| Edson Brown                       | USA | 3 - 0     | Georghe Ilie             | ROM |
| Joseph Ventaja                    | FRA | 3 - 0     | Sydney Greave            | PAK |
| Leonard Walters                   | CAN | 2 - 1     | Willi Roth               | FRG |
| Leonard Leisching                 | RSA | 3 - 0     | Stevan Redli             | YUG |
| János Erdei                       | HUN | 3 - 0     | Kurt Schirra             | SAA |
| Ján Zachara                       | TCH | 3 - 0     | Su Bung-Nan              | KOR |
| Quartas de final (31 de julho)    |     |           |                          |     |
| Leonard Leisching                 | RSA | 3 - 0     | Leonard Walters          | CAN |
| Sergio Caprari                    | ITA | 3 - 0     | Lech Drogosz             | POL |
| Ján Zachara                       | TCH | 2 - 1     | János Erdei              | HUN |
| Joseph Ventaja                    | FRA | 3 - 0     | Edson Brown              | USA |
| Semifinal (1 de agosto)           |     |           |                          |     |
| Sergio Caprari                    | ITA | 2 - 1     | Joseph Ventaja           | FRA |
| Ján Zachara                       | TCH | 2 - 1     | Leonard Leisching        | RSA |
| Final (2 de agosto)               |     |           |                          |     |
| Ján Zachara                       | TCH | 2 - 1     | Sergio Caprari           | ITA |

## Peso leve (até 60 kg)
| Pos. | País            | Atletas             |
| ---- | --------------- | ------------------- |
|      | Itália (ITA)    | Aureliano Bolognesi |
|      | Polônia (POL)   | Aleksy Antkiewicz   |
|      | Romênia (ROM)   | Gheorghe Fiat       |
|      | Finlândia (FIN) | Erkki Pakkanen      |

| Primeira fase (29 de julho)       |     |           |                       |     |
| Vencedor                          | Cod | Resultado | Perdedor              | Cod |
| Robert Bickle                     | USA | TKO 2R    | Basil Henricus        | CEY |
| István Juhász                     | HUN | 3 - 0     | Luis Albino           | URU |
| Clayton Kenny                     | CAN | TKO 3R    | Niels Bertelsen       | DEN |
| Hans-Werner Wohlers               | FRG | 3 - 0     | Lyubomir Markov       | BUL |
| Aleksy Antkiewicz                 | POL | 3 - 0     | Benjamin Enriquez     | PHI |
| Frederick Reardon                 | GBR | KO 3R     | Roger Cuche           | SUI |
| Aleksandr Zasuhin                 | URS | 2 - 1     | Séraphin Ferrer       | FRA |
| Leopold Potesil                   | AUT | 3 - 0     | Ju Sang-Jum           | KOR |
| Americo Bonetti                   | ARG | 3 - 0     | Jan van Rensburg      | RSA |
| Gheorghe Fiat                     | ROM | 3 - 0     | Abdel Hamid El-Hamaky | EGY |
| Kevin Martin                      | IRL | 2 - 1     | Marcel van de Keere   | BEL |
| Oitavas de final (29-30 de julho) |     |           |                       |     |
| Erkki Pakkanen                    | FIN | 3 - 0     | Petros Nazarbegian    | IRI |
| Vicente Matute                    | VEN | KO 1R     | Mohammad Ali          | PAK |
| Aureliano Bolognesi               | ITA | 2 - 1     | Robert Bickle         | USA |
| István Juhász                     | HUN | 2 - 1     | Clayton Kenny         | CAN |
| Aleksy Antkiewicz                 | POL | 3 - 0     | Hans-Werner Wohlers   | FRG |
| Frederick Reardon                 | GBR | 3 - 0     | Aleksandr Zasuhin     | URS |
| Americo Bonetti                   | ARG | 3 - 0     | Leopold Potesil       | AUT |
| Gheorghe Fiat                     | ROM | 3 - 0     | Kevin Martin          | IRL |
| Quartas de final (31 de julho)    |     |           |                       |     |
| Aleksy Antkiewicz                 | POL | 3 - 0     | Frederick Reardon     | GBR |
| Erkki Pakkanen                    | FIN | 3 - 0     | Vicente Matute        | VEN |
| Gheorghe Fiat                     | ROM | 2 - 1     | Americo Bonetti       | ARG |
| Aureliano Bolognesi               | ITA | 2 - 1     | István Juhász         | HUN |
| Semifinal (1 de agosto)           |     |           |                       |     |
| Aureliano Bolognesi               | ITA | 3 - 0     | Erkki Pakkanen        | FIN |
| Aleksy Antkiewicz                 | POL | W.O.      | Gheorghe Fiat         | ROM |
| Final (2 de agosto)               |     |           |                       |     |
| Aureliano Bolognesi               | ITA | 2 - 1     | Aleksy Antkiewicz     | POL |

## Peso meio-médio-ligeiro (até 63,5 kg)
| Pos. | País                  | Atletas         |
| ---- | --------------------- | --------------- |
|      | Estados Unidos (USA)  | Charles Adkins  |
|      | União Soviética (URS) | Viktor Mednov   |
|      | Itália (ITA)          | Bruno Visintin  |
|      | Finlândia (FIN)       | Erkki Mallenius |

| Primeira fase (28 de julho)       |     |           |                         |     |
| Vencedor                          | Cod | Resultado | Perdedor                | Cod |
| Rene Weismann                     | FRA | 2 - 1     | Leszek Kudlacik         | POL |
| Pavle Šovljanski                  | YUG | 3 - 0     | Béla Farkas             | HUN |
| Francisc Ambrus                   | ROM | 3 - 0     | Hans Valdemar Pedersen  | DEN |
| Viktor Mednov                     | URS | TKO 2R    | Norman Jones            | AUS |
| Peter Waterman                    | GBR | 2 - 1     | Oscar Juan Galardo      | ARG |
| Alexander Grant Webster           | RSA | 3 - 0     | Herbert Schilling       | FRG |
| Charles Adkins                    | USA | TKO 1R    | Leif Hansen             | NOR |
| Salomon Carrizales                | VEN | 2 - 1     | Celestino Pinto         | BRA |
| Piet van Klaveren                 | NED | 2 - 1     | Roy Keenan              | CAN |
| Terence Milligan                  | IRL | 3 - 0     | Ebrahim Afsharpour      | IRI |
| Juan Curet Alvarez                | PUR | KO 2R     | Sarkis Moussa           | LIB |
| Bruno Visintin                    | ITA | KO 2R     | Ernesto Porto           | PHI |
| Oitavas de final (29-30 de julho) |     |           |                         |     |
| Erkki Mallenius                   | FIN | TKO 3R    | Stanley Majid           | BIR |
| Jean Louis Paternotte             | BEL | 3 - 0     | Fernand Backes          | LUX |
| Rene Weismann                     | FRA | DSQ 3R    | Pavle Šovljanski        | YUG |
| Viktor Mednov                     | URS | INJ       | Francisc Ambrus         | ROM |
| Alexander Grant Webster           | RSA | 3 - 0     | Peter Waterman          | GBR |
| Charles Adkins                    | USA | 3 - 0     | Salomon Carrizales      | VEN |
| Terence Milligan                  | IRL | 3 - 0     | Piet van Klaveren       | NED |
| Bruno Visintin                    | ITA | 3 - 0     | Juan Curet Alvarezv     | PUR |
| Quartas de final (31 de julho)    |     |           |                         |     |
| Charles Adkins                    | USA | 3 - 0     | Alexander Grant Webster | RSA |
| Erkki Mallenius                   | FIN | 2 - 1     | Jean Louis Paternotte   | BEL |
| Bruno Visintin                    | ITA | 3 - 0     | Terence Milligan        | IRL |
| Viktor Mednov                     | URS | 3 - 0     | Rene Weismann           | FRA |
| Semifinal (1 de agosto)           |     |           |                         |     |
| Viktor Mednov                     | URS | W.O.      | Erkki Mallenius         | FIN |
| Charles Adkins                    | USA | 3 - 0     | Bruno Visintin          | ITA |
| Final (2 de agosto)               |     |           |                         |     |
| Charles Adkins                    | USA | 2 - 1     | Viktor Mednov           | URS |

## Peso meio-médio (até 67 kg)
| Pos. | País                  | Atletas            |
| ---- | --------------------- | ------------------ |
|      | Polônia (POL)         | Zygmunt Chychla    |
|      | União Soviética (URS) | Sergei Shcherbakov |
|      | Alemanha (GER)        | Günther Heidemann  |
|      | Dinamarca (DEN)       | Viktor Jörgensen   |

| Primeira fase (29 de julho)       |     |           |                           |     |
| Vencedor                          | Cod | Resultado | Perdedor                  | Cod |
| Viktor Jörgensen                  | DEN | TKO 2R    | Alexandre Dib             | BRA |
| Sergei Shcherbakov                | URS | DISG 3R   | Marcos Sarfatti           | ARG |
| Hendrik van der Linde             | RSA | TKO 1R    | Anwar Pasha               | PAK |
| Gunnar Gunnarsson                 | SWE | TKO 2R    | Peter Crotty              | IRL |
| Franco Vescovi                    | ITA | 2 - 0     | Jean Welter               | LUX |
| Július Torma                      | TCH | 2 - 1     | John Patrick Maloney      | GBR |
| Louis Gage                        | USA | KO 1R     | Ali Belkacem              | FRA |
| Zygmunt Chychla                   | POL | 3 - 0     | Pierre Wouters            | BEL |
| José Luis Dávalos Noriega         | MEX | TKO 3R    | Vicente Tuñacao           | PHI |
| Günther Heidemann                 | FRG | 2 - 1     | Pál Budai                 | HUN |
| Nicolae Linca                     | ROM | 3 - 0     | Sergio Gascue             | VEN |
| George Issabeg                    | IRI | DISG 3R   | Fathi Ali Abbdelrahman    | EGY |
| Moos Linneman                     | NED | DES 3º    | Peter Müller              | FRG |
| Oitavas de final (29-30 de julho) |     |           |                           |     |
| Ron Norris                        | IND | TKO 3R    | Jacob Butula              | CAN |
| Viktor Jörgensen                  | DEN | 2 - 1     | Ivar Malmikoski           | FIN |
| Sergei Shcherbakov                | URS | KO 2R     | Hendrik van der Linde     | RSA |
| Franco Vescovi                    | ITA | W.O.      | Gunnar Gunnarsson         | SWE |
| Július Torma                      | TCH | 2 - 1     | Louis Gage                | USA |
| Zygmunt Chychla                   | POL | 3 - 0     | José Luis Dávalos Noriega | MEX |
| Günther Heidemann                 | FRG | TKO 1R    | Nicolae Linca             | ROM |
| Moos Linneman                     | NED | 2 - 1     | George Issabeg            | IRI |
| Quartas de final (31 de julho)    |     |           |                           |     |
| Zygmunt Chychla                   | POL | 2 - 1     | Július Torma              | TCH |
| Viktor Jörgensen                  | DEN | 3 - 0     | Ron Norris                | IND |
| Günther Heidemann                 | FRG | 3 - 0     | Moos Linneman             | NED |
| Sergei Shcherbakov                | URS | 3 - 0     | Franco Vescovi            | ITA |
| Semifinal (1 de agosto)           |     |           |                           |     |
| Sergei Shcherbakov                | URS | 3 - 0     | Viktor Jörgensen          | DEN |
| Zygmunt Chychla                   | POL | 2 - 1     | Günther Heidemann         | FRG |
| Final (2 de agosto)               |     |           |                           |     |
| Zygmunt Chychla                   | POL | 3 - 0     | Sergei Shcherbakov        | URS |

## Peso super-médio (até 71 kg)
| Pos. | País                  | Atletas               |
| ---- | --------------------- | --------------------- |
|      | Hungria (HUN)         | László Papp           |
|      | África do Sul (RSA)   | Theunis van Schalkwyk |
|      | União Soviética (URS) | Boris Tishin          |
|      | Argentina (ARG)       | Eladio Herrera        |

| Primeira fase (29 de julho)       |     |           |                           |     |
| Vencedor                          | Cod | Resultado | Perdedor                  | Cod |
| Guido Mazzinghi                   | ITA | 3 - 0     | Bruno Matiussi            | LUX |
| Josef Hamberger                   | AUT | 3 - 0     | Willi Rammo               | SAA |
| Eladio Herrera                    | ARG | 3 - 0     | Ardashes Saginian         | IRI |
| Petar Stankoff Spassoff           | BUL | 2 - 1     | Bernard Foster            | GBR |
| Pentti Kontula                    | FIN | 3 - 0     | Neacsu Serbu              | ROM |
| Charles Chase                     | CAN | 2 - 1     | Andre Oueillé             | FRA |
| László Papp                       | HUN | KO 2R     | Ellsworth Webb            | USA |
| Oitavas de final (29-30 de julho) |     |           |                           |     |
| Theunis van Schalkwyk             | RSA | 3 - 0     | Ebbe Knud Kops            | DEN |
| Erich Schöppner                   | FRG | TKO 3R    | Hans Büchi                | SUI |
| Boris Tishin                      | URS | TKO 2R    | Jerzy Krawczyk            | POL |
| Paulo de Jesus Cavalheiro         | BRA | KO 3R     | Sören Danielsson          | SWE |
| Guido Mazzinghi                   | ITA | KO 1R     | John Tandrevold           | NOR |
| Eladio Herrera                    | ARG | KO 3R     | Josef Hamberger           | AUT |
| Petar Stankoff Spassoff           | BUL | 3 - 0     | Pentti Kontula            | FIN |
| László Papp                       | HUN | KO 2R     | Charles Chase             | CAN |
| Quartas de final (31 de julho)    |     |           |                           |     |
| Eladio Herrera                    | ARG | DSQ 3R    | Guido Mazzinghi           | ITA |
| Theunis van Schalkwyk             | RSA | 2 - 1     | Erich Schöppner           | FRG |
| László Papp                       | HUN | 3 - 0     | Petar Stankoff Spassoff   | BUL |
| Boris Tishin                      | URS | 3 - 0     | Paulo de Jesus Cavalheiro | BRA |
| Semifinal (1 de agosto)           |     |           |                           |     |
| Theunis van Schalkwyk             | RSA | 3 - 0     | Boris Tishin              | URS |
| László Papp                       | HUN | 3 - 0     | Eladio Herrera            | ARG |
| Final (2 de agosto)               |     |           |                           |     |
| László Papp                       | HUN | 3 - 0     | Theunis van Schalkwyk     | RSA |

## Peso médio (até 75 kg)
| Pos. | País                 | Atletas         |
| ---- | -------------------- | --------------- |
|      | Estados Unidos (USA) | Floyd Patterson |
|      | Romênia (ROM)        | Vasile Tita     |
|      | Bulgária (BUL)       | Boris Nikolov   |
|      | Suécia (SWE)         | Stig Sjölin     |

| Primeira fase (29 de julho)       |     |           |                         |     |
| Vencedor                          | Cod | Resultado | Perdedor                | Cod |
| Bedrich Koutný                    | TCH | 2 - 1     | Hector Maturano         | ARG |
| Boris Nikolov                     | BUL | 3 - 0     | Alfred Stuermer         | LUX |
| Terence Gooding                   | GBR | 2 - 1     | Moustafa Mohamed Fahim  | EGY |
| Vasile Tita                       | ROM | DSQ 3R    | William Duggan          | IRL |
| Nelson de Paula Andrade           | BRA | 2 - 1     | Mátyás Plachy           | HUN |
| Walter Sentimenti                 | ITA | 3 - 0     | Hans Niederhauser       | SUI |
| Khan Mohammad                     | PAK | 2 - 1     | Henryk Nowara           | POL |
| Oitavas de final (29-30 de julho) |     |           |                         |     |
| Floyd Patterson                   | USA | 3 - 0     | Omar Tebbaka            | FRA |
| Leen Jansen                       | NED | TKO 1R    | Robert Malouf           | CAN |
| Anthony Madigan                   | AUS | 2 - 1     | Boris Siljtshev         | URS |
| Stig Sjölin                       | SWE | 3 - 0     | Börje Grönroos          | FIN |
| Dieter Wemhöner                   | FRG | 2 - 1     | Bedrich Koutný          | TCH |
| Boris Nikolov                     | BUL | 2 - 1     | Terence Gooding         | GBR |
| Vasile Tita                       | ROM | DSQ 2R    | Nelson de Paula Andrade | BRA |
| Walter Sentimenti                 | ITA | 3 - 0     | Khan Mohammad           | PAK |
| Quartas de final (31 de julho)    |     |           |                         |     |
| Boris Nikolov                     | BUL | 3 - 0     | Dieter Wemhöner         | FRG |
| Floyd Patterson                   | USA | KO 1R     | Leen Jansen             | NED |
| Vasile Tita                       | ROM | TKO 3R    | Walter Sentimenti       | ITA |
| Stig Sjölin                       | SWE | 3 - 0     | Anthony Madigan         | AUS |
| Semifinal (1 de agosto)           |     |           |                         |     |
| Floyd Patterson                   | USA | DSQ 3R    | Boris Nikolov           | BUL |
| Vasile Tita                       | ROM | 3 - 0     | Stig Sjölin             | SWE |
| Final (2 de agosto)               |     |           |                         |     |
| Floyd Patterson                   | USA | KO 1R     | Vasile Tita             | ROM |

## Peso meio-pesado (até 81 kg)
| Pos. | País                  | Atletas         |
| ---- | --------------------- | --------------- |
|      | Estados Unidos (USA)  | Norvel Lee      |
|      | Argentina (ARG)       | Antonio Pacenza |
|      | União Soviética (URS) | Anatoli Perov   |
|      | Finlândia (FIN)       | Harri Siljander |

| Primeira fase (29 de julho)       |     |           |                            |     |
| Vencedor                          | Cod | Resultado | Perdedor                   | Cod |
| Toon Pastor                       | NED | 3 - 0     | István Fazekas             | HUN |
| Karl Kistner                      | FRG | KO 7R     | Oscar Alfred Ward          | IND |
| Oitavas de final (29-30 de julho) |     |           |                            |     |
| Anatoli Perov                     | URS | 2 - 1     | Henry Cooper               | GBR |
| Giovan-Battista Alfonsetti        | ITA | DSQ 3R    | Mohamed Elminabaoui        | EGY |
| Antonio Pacenza                   | ARG | 2 - 1     | Rolf Edvard Storm          | SWE |
| Lúcio Grotone                     | BRA | 2 - 1     | Bjarne Lingås              | NOR |
| Tadeusz Grzelak                   | POL | 3 - 0     | Franz Pfitscher            | AUT |
| Norvel Lee                        | USA | 3 - 0     | Claude Arnaiz              | FRA |
| Harri Siljander                   | FIN | 2 - 1     | Dumitru Ciobotaru          | ROM |
| Karl Kistner                      | FRG | 2 - 1     | Toon Pastor                | NED |
| Quartas de final (31 de julho)    |     |           |                            |     |
| Norvel Lee                        | USA | 3 - 0     | Tadeusz Grzelak            | POL |
| Anatoli Perov                     | URS | 3 - 0     | Giovan-Battista Alfonsetti | ITA |
| Harri Siljander                   | FIN | 2 - 1     | Karl Kistner               | FRG |
| Antonio Pacenza                   | ARG | 3 - 0     | Lucio Grotone              | BRA |
| Semifinal (1 de agosto)           |     |           |                            |     |
| Antonio Pacenza                   | ARG | 3 - 0     | Anatoli Perov              | URS |
| Norvel Lee                        | USA | 3 - 0     | Harri Siljander            | FIN |
| Final (2 de agosto)               |     |           |                            |     |
| Norvel Lee                        | USA | 3 - 0     | Antonio Pacenza            | ARG |

## Peso pesado (+ 81 kg)
| Pos. | País                 | Atletas           |
| ---- | -------------------- | ----------------- |
|      | Estados Unidos (USA) | Ed Sanders        |
|      | Suécia (SWE)         | Ingemar Johansson |
|      | Finlândia (FIN)      | Jekka Koski       |
|      | África do Sul (RSA)  | Andries Nieman    |

| Primeira fase (29 de julho)    |     |           |                      |     |
| Vencedor                       | Cod | Resultado | Perdedor             | Cod |
| Tomislav Krizmanić             | YUG | 3 - 0     | Gezo Furetz          | ROM |
| Algirdas Šocikas               | URS | TKO 2R    | Antoni Goscianski    | POL |
| Andries Nieman                 | RSA | 3 - 0     | Edgar Gorgas         | FRG |
| Ed Sanders                     | USA | KO 1R     | Hans Jost            | SUI |
| Jean Lansiaux                  | FRA | 3 - 0     | John Lyttle          | IRL |
| Edgar Hearn                    | GBR | 2 - 1     | José Victorio Sartor | ARG |
| Oitavas de final (29 de julho) |     |           |                      |     |
| Giacomo di Segni               | ITA | 3 - 0     | James Saunders       | CAN |
| Horymir Netuka                 | TCH | 3 - 0     | Carl Fitzgerald      | AUS |
| Ilkka Koski                    | FIN | KO 2R     | László Bene          | HUN |
| Max Marsille                   | BEL | 3 - 0     | Ahmed Elminabaoui    | EGY |
| Lutas extras (30 de julho)     |     |           |                      |     |
| Ingemar Johansson              | SWE | 3 - 0     | Horymir Netuka       | TCH |
| Tomislav Krizmanić             | YUG | 3 - 0     | Max Marsille         | BEL |
| Quartas de final (31 de julho) |     |           |                      |     |
| Ed Sanders                     | USA | KO 3R     | Giacomo Di Segni     | ITA |
| Andries Nieman                 | RSA | KO 1R     | Aljgirdas Shotsikas  | URS |
| Ilkka Koski                    | FIN | 3 - 0     | Edgar Hearn          | GBR |
| Ingemar Johansson              | SWE | 3 - 0     | Tomislav Krizmanić   | YUG |
| Semifinal (1 de agosto)        |     |           |                      |     |
| Ed Sanders                     | USA | KO 2R     | Andries Nieman       | RSA |
| Ingemar Johansson              | SWE | 2 - 1     | Ilkka Koski          | FIN |
| Final (2 de agosto)            |     |           |                      |     |
| Ed Sanders                     | USA | DSQ 2R    | Ingemar Johansson    | SWE |

## Quadro de medalhas do boxe
| Ordem | País                | Medalha de ouro | Medalha de prata | Medalha de bronze | Total |
| ----- | ------------------- | --------------- | ---------------- | ----------------- | ----- |
| 1     | USA Estados Unidos  | 5               | 0                | 0                 | 5     |
| 2     | ITA Itália          | 1               | 1                | 1                 | 3     |
| 3     | POL Polônia         | 1               | 1                | 0                 | 2     |
| 4     | FIN Finlândia       | 1               | 0                | 4                 | 5     |
| 5     | TCH Checoslováquia  | 1               | 0                | 0                 | 1     |
| 5     | HUN Hungria         | 1               | 0                | 0                 | 1     |
| 7     | URS União Soviética | 0               | 2                | 4                 | 6     |
| 8     | RSA África do Sul   | 0               | 1                | 3                 | 4     |
| 9     | GER Alemanha        | 0               | 1                | 1                 | 2     |
| 9     | ARG Argentina       | 0               | 1                | 1                 | 2     |
| 9     | ROM Romênia         | 0               | 1                | 1                 | 2     |
| 9     | SWE Suécia          | 0               | 1                | 1                 | 2     |
| 13    | IRL Irlanda         | 0               | 1                | 0                 | 1     |
| 14    | BUL Bulgária        | 0               | 0                | 1                 | 1     |
| 14    | KOR Coreia do Sul   | 0               | 0                | 1                 | 1     |
| 14    | DEN Dinamarca       | 0               | 0                | 1                 | 1     |
| 14    | FRA França          | 0               | 0                | 1                 | 1     |